# 普莱希
普莱希是德国巴伐利亚州的一个市镇。总面积15.30平方公里，总人口1325人，其中男性657人，女性668人（2011年12月31日），人口密度87人/平方公里。